# Inca Urco
Inca Urco (en ortografía moderna quechua: Inka Urqu) fue un cogobernante inca en la época de la confederación cuzqueña, designado por el gobernante principal Huiracocha Inca, habiéndose retirado este último a los alrededores del Cuzco, y podría ser considerado como el noveno gobernante (Sapa Inca) de la etnia inca. Bajo el reinado de Urco, posteriormente borrado de las listas de relatos históricos, el ataque de Cuzco se produjo como parte de las guerras Inca-Chanca.
Frente al ejército de la confederación Chanca, Urco se retiró del Cuzco, ciudad entonces defendida por un puñado de nobles entre ellos Cusi Yupanqui, conocido como Pachacútec. Tras la victoria decisiva de los incas en Yahuar Pampa o Ichupampa, una breve guerra civil enfrentó a Pachacútec a Urco, durante la cual este último murió en el valle de Yucay.

## Biografía

### Inicios
Era hijo de Huiracocha Inca, soberano de la confederación cuzqueña, y de Curi Chulpa, hija del curaca (jefe) del aillu llamado Ayavilla. El historiador peruano José de la Riva-Agüero y Osma, sin embargo, estimó que el padre de Urco era Yahuar Huacac, antecesor de Viracocha Inca, hipótesis que nada puede confirmar según la etnohistoriadora María Rostworowski.

### Cogobierno
Los cronistas españoles Antonio de Herrera, Pedro Cieza de León, Juan de Betanzos, Pedro Sarmiento de Gamboa y Juan de Santa Cruz Pachacuti Yamqui Salcamayhua escribieron que Inca Urco era cogobernador de Cuzco. Según el cronista Pedro Cieza de León, Inca Urco fue nombrado gobernante en vida de Huiracocha, sin embargo el cronista indígena Pachacuti Yamqui Salcamayhua refutó las afirmaciones de Cieza de León. Según Pedro Cieza de León, los miembros de las panacas (linajes reales) conocidos como "orejones" borraron de sus quipus (cordones de nudos) y relatos orales en el conde de los reyes que reinaron en el Cuzco que Urco gobernaba y mandaba el reino por unos días. Según la historiadora María Rostworowski, la figura de Urco se explica por la institución de la cosoberanía, habiendo sido Urco cosoberano de Huiracocha Inca en el momento del ataque Chanca. Los cronistas Pedro Sarmiento de Gamboa y Juan de Betanzos creían que Urco fue llamado a suceder y gobernar el Cuzco, por y en ausencia de Huiracocha, retirado a su residencia en Jaquijahuana. Esta discrepancia es parte del debate sobre cómo ver las sucesiones incas: un grupo de estudiosos basados en el Inca Garcilaso de la Vega creen que la sucesión se define por los principios de primogenitura y monarquía absoluta; Otra corriente académica cree, por el contrario, que las sucesiones se basan sistemáticamente, desde el reinado de Inca Roca, en las capacidades del príncipe heredero, a quien se nombra corregente del soberano para evaluarlo; algunos también creen que la sucesión “generacional” es observable.
El Inca Huiracocha partió para retirarse al valle de Yucay, y envió la mascapaicha, es decir, la franja escarlata del soberano, a su hijo. Urco asumió el cargo de cogobernante de la confederación luego de realizar las ceremonias religiosas necesarias para la transferencia del poder y recibió los honores propios de su cargo. Sin embargo, Urco se entregó a vicios y placeres y pasó la mayor parte de su reinado en los pueblos que rodean la capital, Cuzco, lo que lo hizo impopular entre los nobles y el ejército. La mayor parte del día se le veía en las casas de recreo inca, no gestionaba obras, bebía hasta altas horas de la noche y no era raro verlo en la madrugada orinando y vomitando en las vías públicas. Era muy promiscuo inclusive con mujeres que no eran sus esposas. Se cuenta que cuando hablaba con una mujer, le preguntaba por la salud de sus hijos, dando a entender que él había tenido relaciones sexuales con ella y no su esposo. Su perversión lo llevó incluso a buscar mujeres entre las clases sociales bajas. Como reacción a la supuesta incompetencia de Inca Urco, los principales jefes militares de Huiracocha Inca, Apo Mayta y Vicaquirao, decidieron fomentar un complot para instalar al Inca Yupanqui (Pachacutec), otro hijo del Inca Huiracocha, al frente de la confederación.

#### Invasión Chanca
La confederación Chanca, después de haber conquistado las tierras de la etnia local “quechua”, invadió el territorio del Cuzco. Al momento del traspaso del poder entre el Inca Huiracocha y Urco, las fuerzas Chanca se encontraban en Vilcacuna cerca de Rimac Tampu. A la llegada de los chancas a las cercanías del Cuzco, Urco, Huiracocha Inca y otros huyeron a una residencia de Huiracocha Inca,cuya ubicación exacta, ubicada en el valle de Yucay sobre el pueblo de Calca, no ha sido identificada por la arqueología.
Fue entonces cuando Cusi Yupanqui (Pachacutec), otro hijo de Huiracocha, decidió organizar la resistencia y defender el Cuzco, con la ayuda de un puñado de nobles de su familia materna, y asistido por los dos experimentados generales de su padre, Apu Maita y Vicaquirao. Después de intentar desviar a Huiracocha Inca de sus planes de sometimiento, buscó el apoyo de los cacicazgos aledaños del valle, sin obtener otro apoyo que el de los cacicazgos Canas y Canchis, porque la mayoría de las demás etnias estaban esperando el resultado del conflicto, mientras los Chancas se aliaron con los Ayarmacas, antiguos rivales de los Incas. Ante los enviados chancas, Huiracocha Inca reiteró su deseo de capitular, desvinculándose del accionar de Inca Yupanqui en el Cuzco.
Desde lo alto de Carmenca se levantaron los chancas y atacaron al Cuzco por ambos lados. Después de dos asaltos fallidos, los chancas fueron derrotados y repelidos por los incas en su tercer intento, en particular, según el relato de los cronistas coloniales, gracias a la intervención de piedras sagradas llamadas "pururaucas", invocadas durante el enfrentamiento por el líder religioso Topa Huarochiri. Desde su primera victoria sobre los chancas, el Inca Yupanqui, más tarde llamado Pachacútec durante su coronación, consolidó su poder y amplió su estado hasta conducir a la creación del único imperio al sur de la línea ecuatorial.
Tras la victoria cuzqueña, Yupanqui entregó el botín de guerra adquirido durante la batalla al Inca Huiracocha. Pero pensó que Urco, en su calidad de cosoberano, debía recibir el botín para, según la costumbre, pisotearlo, lo que Yupanqui no aceptó. Tras escapar de una emboscada enviada por Huiracocha, Yupanqui volvió a pedir al soberano que regresara al Cuzco, pero él se negó. Yupanqui decidió entonces distribuir el botín de guerra entre los guerreros incas y ofreció parte de ellos a la deidad creadora llamada Huiracocha.
La segunda batalla, en Xaquixaguana, Ichupampa o Yahuar Pampa, contra los chancas terminó con una victoria definitiva de los incas. Los xaquixaguanas, obligados a luchar contra los incas, se salvaron, pero los líderes chancas fueron ahorcados, sus cabezas expuestas en público y sus cuerpos quemados.

#### Guerra de Sucesión y muerte
Tras la victoria final sobre los chancas, Urco levantó un ejército en el valle de Yucay, sin planear un ataque inmediato contra Cuzco. Inca Yupanqui y su hermano Roca lideraron un ejército y se enfrentaron a Urco. Fue alcanzado por una piedra durante la batalla y cayó a un río por el que nadó hasta llegar a un peñón ubicado debajo del pueblo de Tambo, donde partidarios del Inca Yupanqui lo vieron y lo mataron.
Tras su victoria, Pachacútec borró a Urco de los registros oficiales de la historia inca, como parte de las prácticas historiográficas incaicas. Sus restos fueron arrojados al río Tambo.